# Найджел (город)
Найджел (англ. Nigel) — город на востоке Южно-Африканской Республики, на территории провинции Гаутенг. Входит в состав городского округа Экурхулени.

## История
Поселение золотоискателей, из которого позднее вырос город, возникло в 1886 году, во времена Витватерсрандской золотой лихорадки.

## Географическое положение
Город расположен в юго-восточной части провинции, на плато Высокий Велд, на расстоянии приблизительно 40 километров к юго-востоку от Йоханнесбурга, административного центра провинции. Абсолютная высота — 1532 метра над уровнем моря.

## Климат
Среднегодовое количество осадков — 586 мм. Наибольшее количество осадков выпадает в период с октября по март. Средний максимум температуры воздуха варьируется от 16,7 °C (в июне), до 26 °C (в январе). Самым холодным месяцем в году является июль. Средняя минимальная ночная температура для этого месяца составляет 0,1 °C.

## Население
По данным официальной переписи 2001 года, население составляло 28 706 человек, из которых мужчины составляли 49,67 %, женщины — соответственно 50,33 %. В расовом отношении белые составляли 45,44 % от населения города, негры — 30,98 %; цветные — 19,61 %; азиаты (в том числе индийцы) — 3,97 %. Наиболее распространёнными среди горожан языками были: африкаанс (51,23 %), английский (19,37 %) и зулу (16,56 %).

Согласно данным, полученным в ходе проведения официальной переписи 2011 года, в Найджеле проживало 38 318 человек, из которых мужчины составляли 50, 24 %, женщины — соответственно 49,76 %. В расовом отношении негры составляли 44,89 % от населения города, белые — 33,40 %; цветные — 16,67 %; азиаты (в том числе индийцы) — 3,95 %, представители других рас — 1,09 %. Наиболее распространёнными среди жителей города языками являлись: африкаанс (43,49 %), зулу (23,32 %) и английский (16,06 %).